# سحابی حلقه
سحابی حلقه یک سحابی سیاره‌ای در شمال صورت فلکی شلیاق است. چنین سحابی‌هایی زمانی تشکیل می‌شوند که یک ستاره، در آخرین مراحل تکامل خود پیش از تبدیل شدن به یک کوتوله سفید، پوشش نورانی گسترده‌ای از گاز یونیزه را به فضای بین‌ستاره‌ای پیرامون خود به بیرون پرتاب می‌کند. 

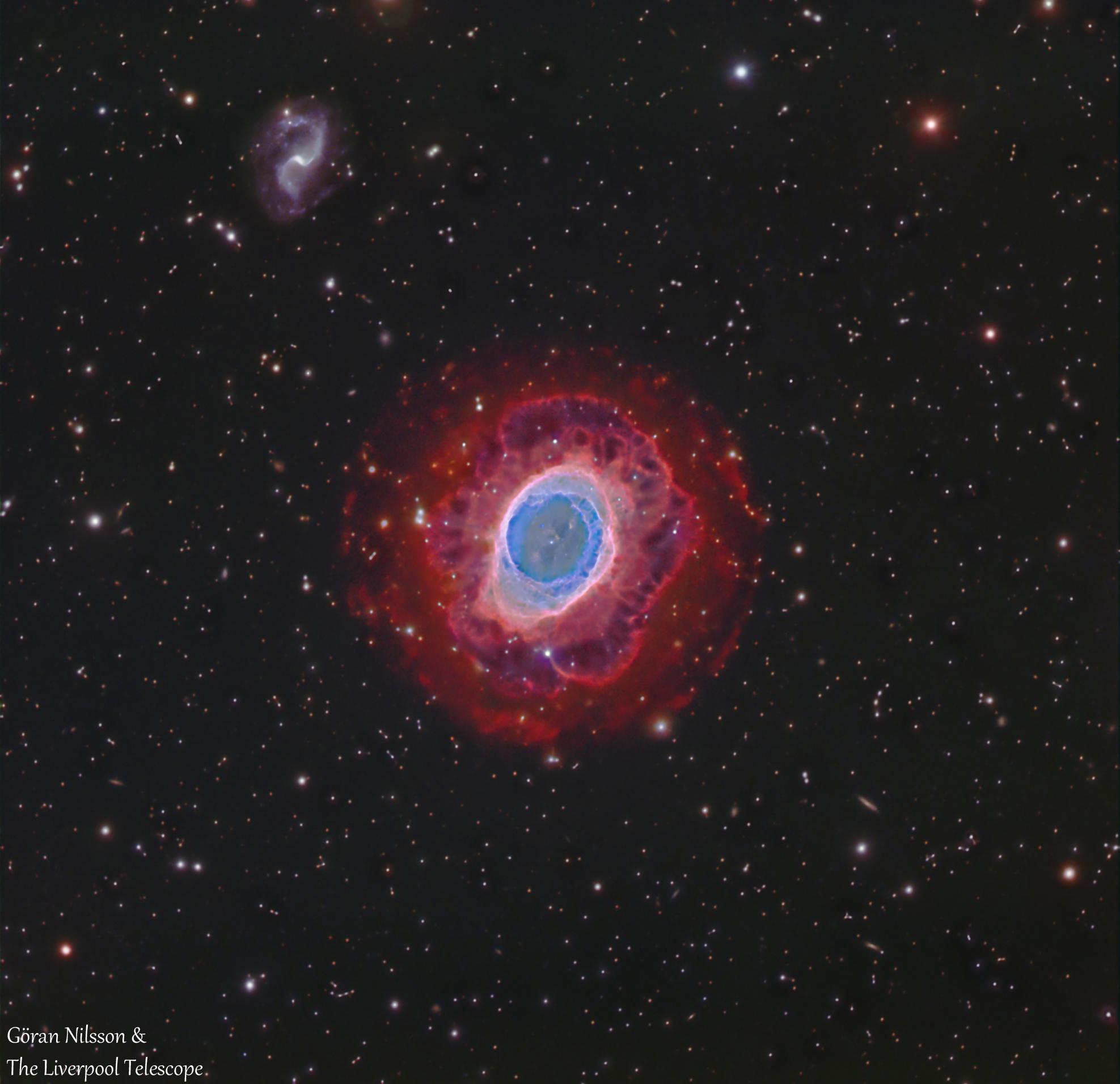
تصویر HaRGB (فیلتر Ha تمام طول موج‌های نور را به جز نوار بسیار باریکی از هیدروژن‌آلفا مسدود می‌کند). سحابی سیاره‌ای حلقه (M57) با لایه‌های بیرونی کم‌رنگ پیرامون آن. کهکشان مارپیچی «IC 1296» نیز در بالا سمت چپ تصویر دیده‌می‌شود. داده‌ها از تلسکوپ لیورپول در پالما، (جزایر قناری), اسپانیا

## نام‌ها
1. M۵۷
2. NGC۶۷۲۰
3. ring nebula

## تاریخچه
اخترشناس فرانسوی شارل مسیه در اواخر ژانویهٔ ۱۷۷۹ هنگامی که در جستجوی دنباله‌دارها بود سحابی حلقه را کشف کرد و آن را دنباله‌دار بُوده نامید. گزارش شارل مسیه پس از دو هفته به اخترشناس فرانسوی آنتوان دارکیه دو پلپوکس رسید؛ که او در جستجوی مستقل خود در پی دنباله‌دارها٬این سحابی را دوباره کشف کرده بود. دارکیه در گزارش خود نوشت: «... به بزرگی مشتری و شبیه سیاره‌ای است که در حال محو شدن است». (که این می‌تواند به رواج اصطلاح «سحابی سیاره‌ای» و در واژه‌شناسی کمک کرده‌باشد).
این سحابی در کاتالوگ اجرام مسیه به‌عنوان پنجاه و هفتمین شیء وارد شده‌است. مسیه و اخترشناس آلمانی- بریتانیایی ویلیام هرشل حدس می‌زدند؛ این می‌تواند از ستاره‌های بسیاری که با تلسکوپ آنها قابل تشخیص نیستند، تشکیل شده‌باشد.
کنت آلمانی فردریش فون هان در سال ۱۸۰۰ اعلام کرد که چند سال پیش ستارهٔ مرکزی کم نوری را در قلب این سحابی کشف کرده‌است. او همچنین اشاره کرد که فضای داخلی حلقه دستخوش تغییراتی شده‌است. او می‌افزاید: ستاره مرکزی را دیگر نتوانسته که پیدا کند.ویلیام هاگینز اخترشناس آماتور انگلیسی نیز در سال ۱۸۶۴، زمانی که طیف سحابی‌های بسیاری را بررسی می‌کرد دریافت که برخی از این اجرام، از جمله M۵۷، طیف خطوط گسیل روشن ویژهٔ گازهای درخشان فلورسنت را نشان می‌دهند. هاگینز به این نتیجه رسید که بیشتر سحابی‌های سیاره‌ای آنگونه که پیشتر گمان می‌رفته، از ستاره‌های شکل‌نگرفته تشکیل نشده‌اند، بلکه «سحابی» هستند. این سحابی را نخستین بار اخترشناس مجارستانی یوجین فون گوتارد در سال ۱۸۸۶ عکس‌برداری کرد.

## مشاهده

موقعیت سحابی حلقه‌ای سحابی سیاره‌ای مسیه ۵۷ در صورت فلکی شلیاق (Lyra)

مسیه ۵۷ را در جنوب ستارهٔ درخشان کرکس نشسته می‌توان یافت که راس شمال غربی ستاره مثلث تابستانی را تشکیل می‌دهد. این سحابی در حدود ۴۰ درصد از فاصله بتا (β) تا گاما (γ) شلیاق قرار دارد که یافتن آن را برای اخترشناسان آماتور هدف آسانی می‌کند.
دیسک سحابی دارای اندازه زاویه‌ای ۱٫۵ × ۱ دقیقهٔ قوسی است که آن را بسیار کوچک می‌کند که با دوربین دوچشمی ۱۰×۵۰ قابل گشودن نیست. بهتر است با استفاده از یک تلسکوپ با دیافراگم حداقل ۲۰ سانتی‌متر (۸ اینچ) مشاهده شود، اما حتی یک تلسکوپ ۷٫۵ سانتی‌متری (۳ اینچ) شکل حلقهٔ بیضی آن را نشان می‌دهد. استفاده از فیلتر UHC یا OIII مشاهدات بصری را به‌ویژه در مناطق آلوده به نور بسیار افزایش می‌دهد. حفرهٔ داخلی را می‌توان با یک ابزار ۱۰ سانتی‌متری (۴ اینچی) با بزرگنمایی ۱۰۰× تشخیص داد. سازهای بزرگتر چند ناحیه تیره‌تر را در لبه‌های شرقی و غربی حلقه و مقداری سحابی ضعیف در داخل دیسک نشان خواهند داد. ستاره مرکزی، با قدر ۱۴٫۸، به سختی قابل تشخیص است.

### مشخصات
1. قدر:۹٫۳
2. اندازه:۳ دقیقه قوسی
3. نوع:سحابی بازمانده ابرنواختری
4. صورت فلکی:شلیاق

## ویژگی‌ها

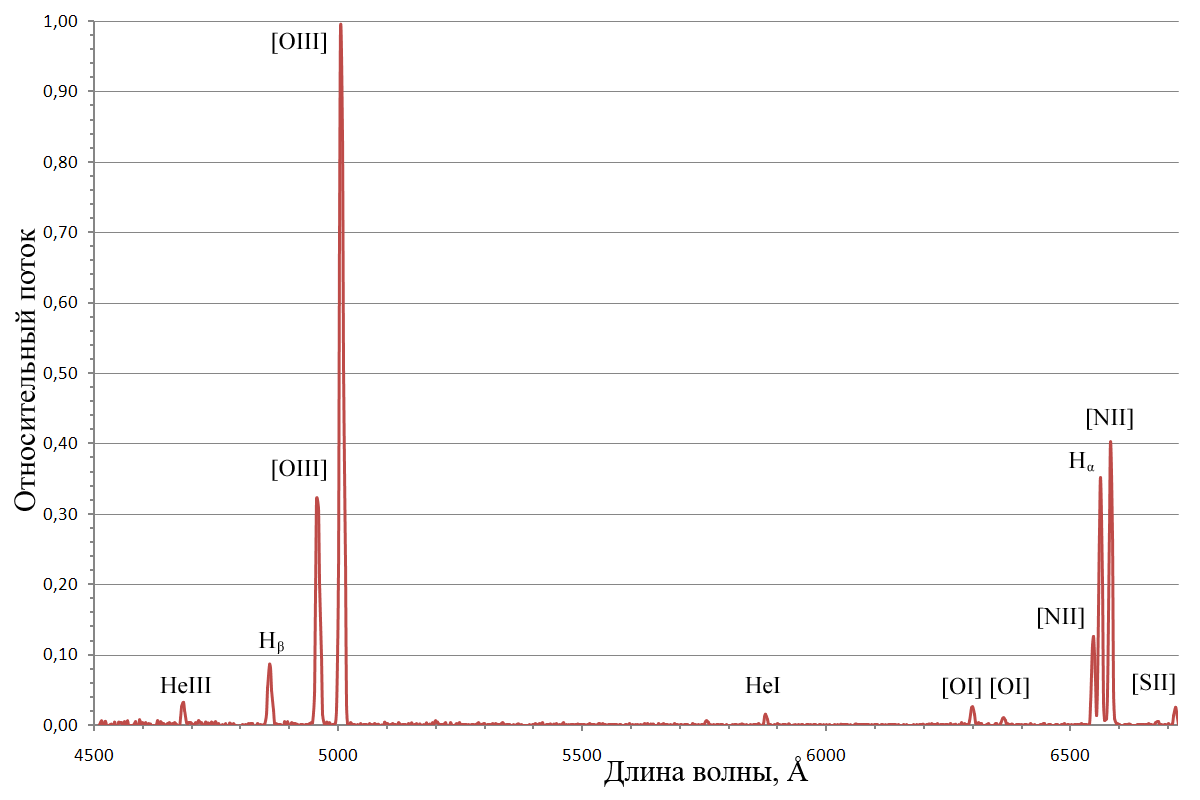
نمودار سحابی حلقه

تصویرهای گرفته شده در یک دورهٔ ۵۰ ساله نشان می‌دهند که سرعت انبساط این سحابی تقریباً ۱ ثانیه قوسی در هر سده است که این رقم مطابق با مشاهدات طیف‌سنجی ۲۰ تا ۳۰ کیلومتر بر ثانیه است. M57 توسط یک کوتوله سفید مرکزی یا هسته سحابی سیاره‌ای (PNN) با قدر ظاهری 15.75v روشن می‌شود.
تمام قسمت‌های داخلی این سحابی دارای رنگ آبی-سبز است که توسط خطوط انتشار اکسیژن یونیزه مضاعف در طول موج‌های ۴۹۵٫۷ و ۵۰۰٫۷ نانومتر ایجاد می‌شود. این به اصطلاح " خطوط ممنوعه " مشاهده شده فقط در شرایط چگالی بسیار کم که حاوی چند اتم در سانتی‌متر مکعب است رخ می‌دهد. در ناحیه بیرونی حلقه، بخشی از رنگ مایل به قرمز ناشی از انتشار هیدروژن در ۶۵۶٫۳ نانومتر است که بخشی از سری خطوط Balmer را تشکیل می‌دهد. خطوط ممنوعه نیتروژن یونیزه یا (N II) به قرمزی در ۶۵۴٫۸ و ۶۵۸٫۳ نانومتر سری بالمر کمک می‌کند.

### ساختار سحابی
مسیه ۵۷ از دسته سحابی‌های منطقهٔ انفجار ستاره‌ای است که به عنوان دوقطبی شناخته می‌شوند؛ حلقه‌های ضخیم استوایی به‌طور قابل‌توجهی ساختار سحابی را در محور اصلی تقارن آن گسترش می‌دهند. به نظر می‌رسد که یک کروی پرولاتی با غلظت‌های قوی از مواد در امتداد استوای خود باشد. از دیدگاه زمین، محور متقارن در حدود ۳۰ درجه مشاهده می‌شود. به‌طور کلی، تخمین زده می‌شود که سحابی مشاهده شده در زمان حاضر تقریباً برای ۲۴۰ ± ۱۶۱۰ سال در حال گسترش بوده‌است.

## نگارخانه

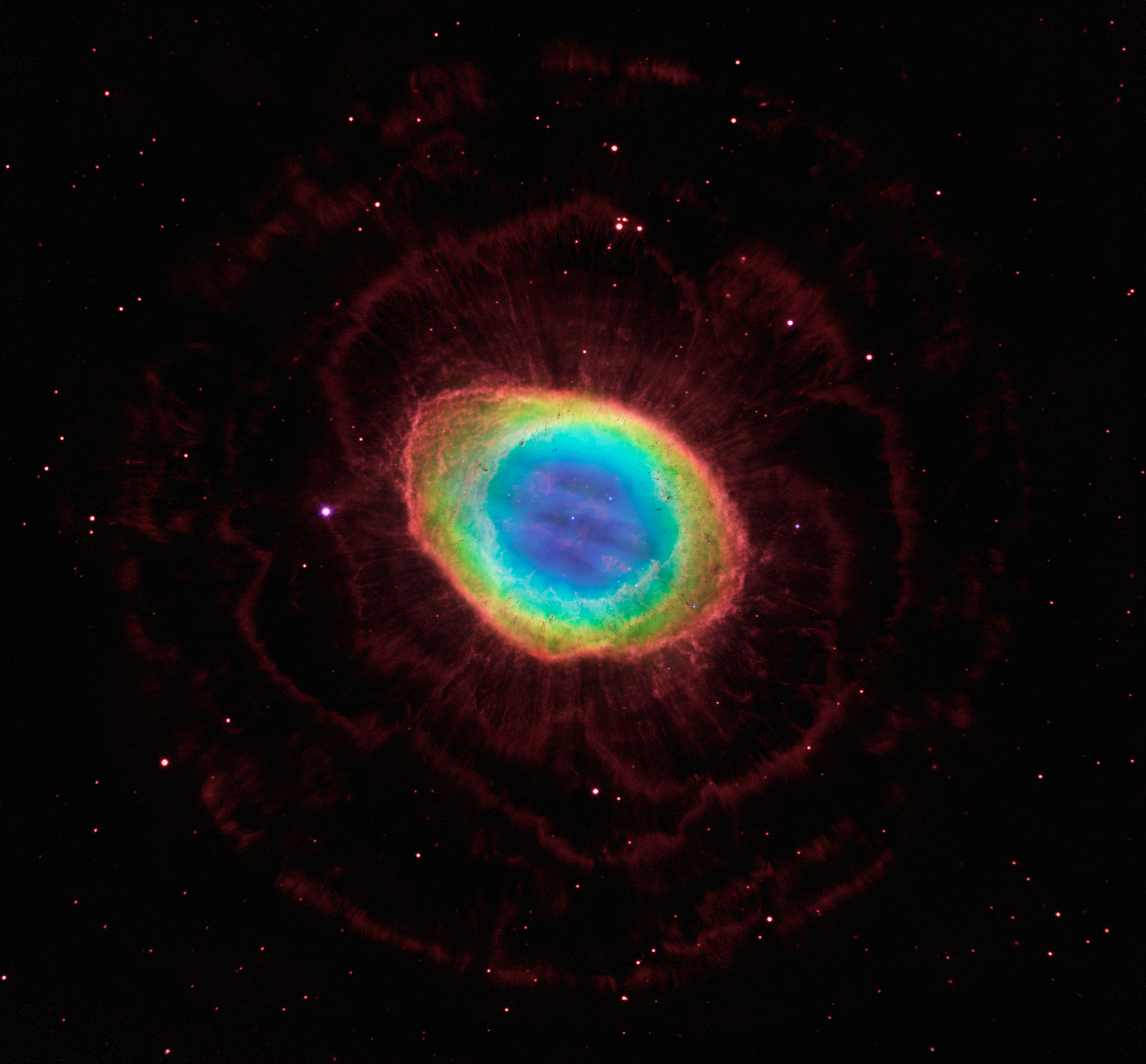
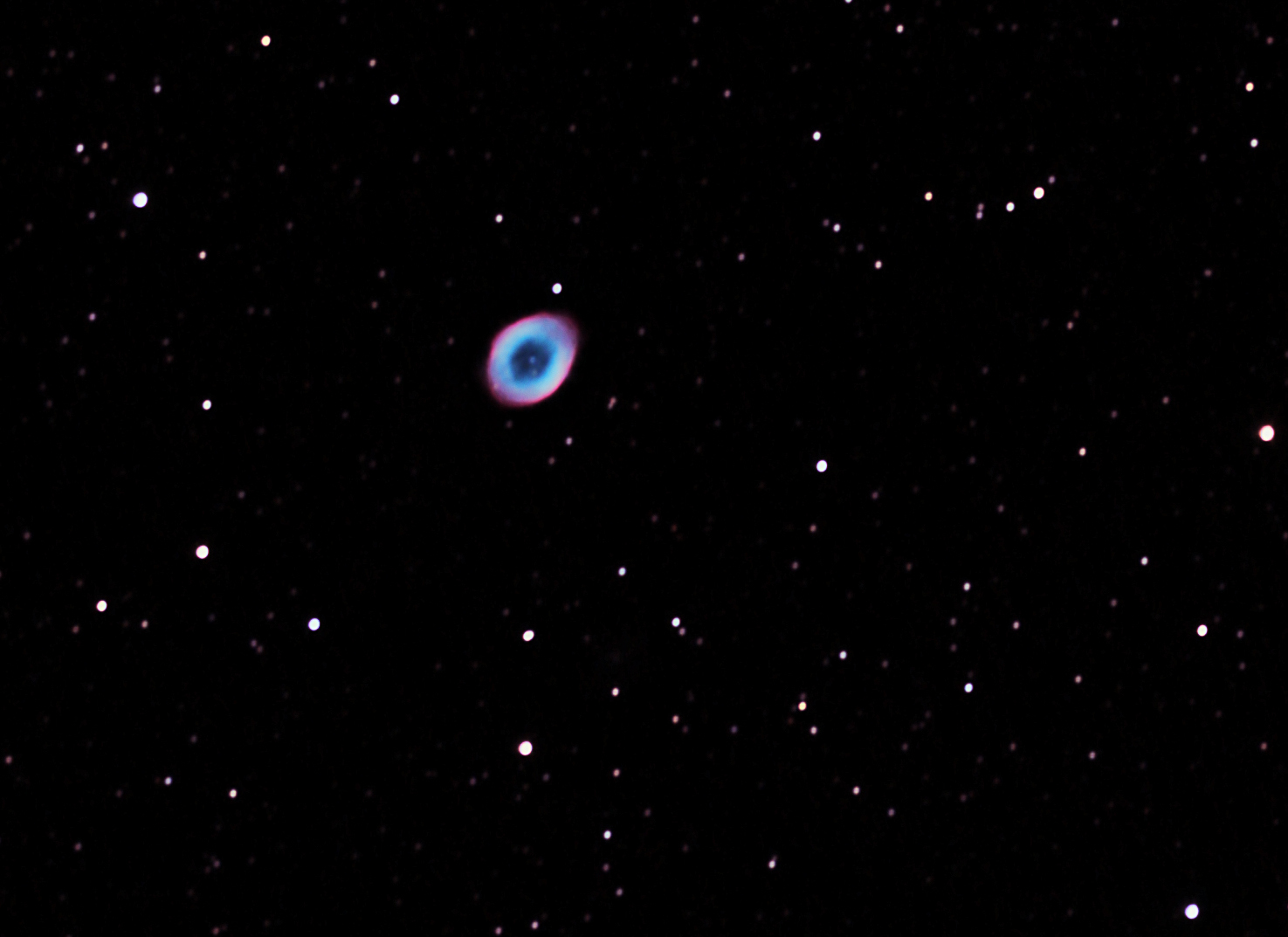
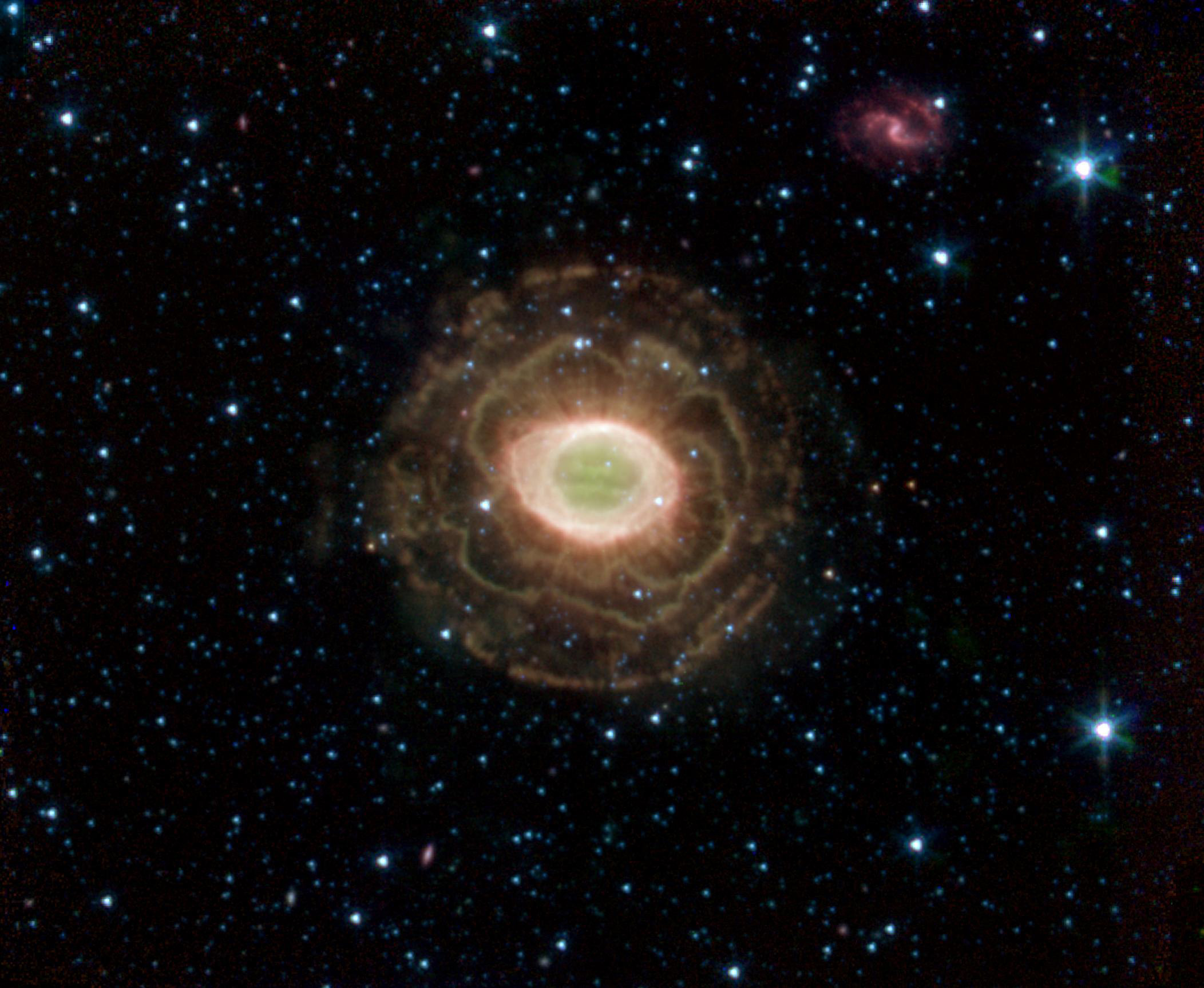